# Mailand–Sanremo 1972
Mailand–Sanremo 1972 war die 63. Austragung von Mailand–Sanremo, einem eintägigen Radrennen. Es wurde am 19. März 1972 über eine Distanz von 288 km ausgetragen.
Das Rennen wurde von Eddy Merckx vor Gianni Motta und Marino Basso gewonnen.

## Teilnehmende Mannschaften
| Profi-Radsportteams (19)- Molteni - Ferretti - Salvarani - Watney-Avia - Rokado-Colders - Scic - Kas-Kaskol - Beaulieu-Flandria - G.B.C.-Sony - Dreher - Van Cauter-Magniflex-de Gribaldy - Sonolor - Goldor-IJsboerke - Peugeot-BP-Michelin - Werner - Filotex - Zonca - BiC - Möbel Märki-Bonanza |
| |

## Ergebnis
| Rang | Fahrer           | Team              | Zeit       |
| ---- | ---------------- | ----------------- | ---------- |
| 1    | Eddy Merckx      | Molteni           | 6h 33' 32" |
| 2    | Gianni Motta     | Ferretti          | + 9"       |
| 3    | Marino Basso     | Salvarani         | gl. Zeit   |
| 4    | Frans Verbeeck   | Watney-Avia       | gl. Zeit   |
| 5    | Rolf Wolfshohl   | Rokado-Colders    | gl. Zeit   |
| 6    | Michele Dancelli | SCIC              | gl. Zeit   |
| 7    | Domingo Perurena | Kas–Kaskol        | gl. Zeit   |
| 8    | André Dierickx   | Beaulieu–Flandria | gl. Zeit   |
| 9    | Gösta Pettersson | Ferretti          | gl. Zeit   |
| 10   | Tomas Pettersson | Ferretti          | gl. Zeit   |